# Palmiry
Palmiry (prononciation : [palˈmirɨ]) est un village polonais de la gmina de Czosnów dans le powiat de Nowy Dwór Mazowiecki de la voïvodie de Mazovie dans le centre-est de la Pologne.
Il se situe à environ 4 kilomètres au sud-est de Czosnów (siège de la gmina), 11 kilomètres au sud-est de Nowy Dwór Mazowiecki (siège du powiat) et à 23 kilomètres au nord-ouest de Varsovie (capitale de la Pologne).
Le village compte approximativement une population de 220 habitants en 2006.

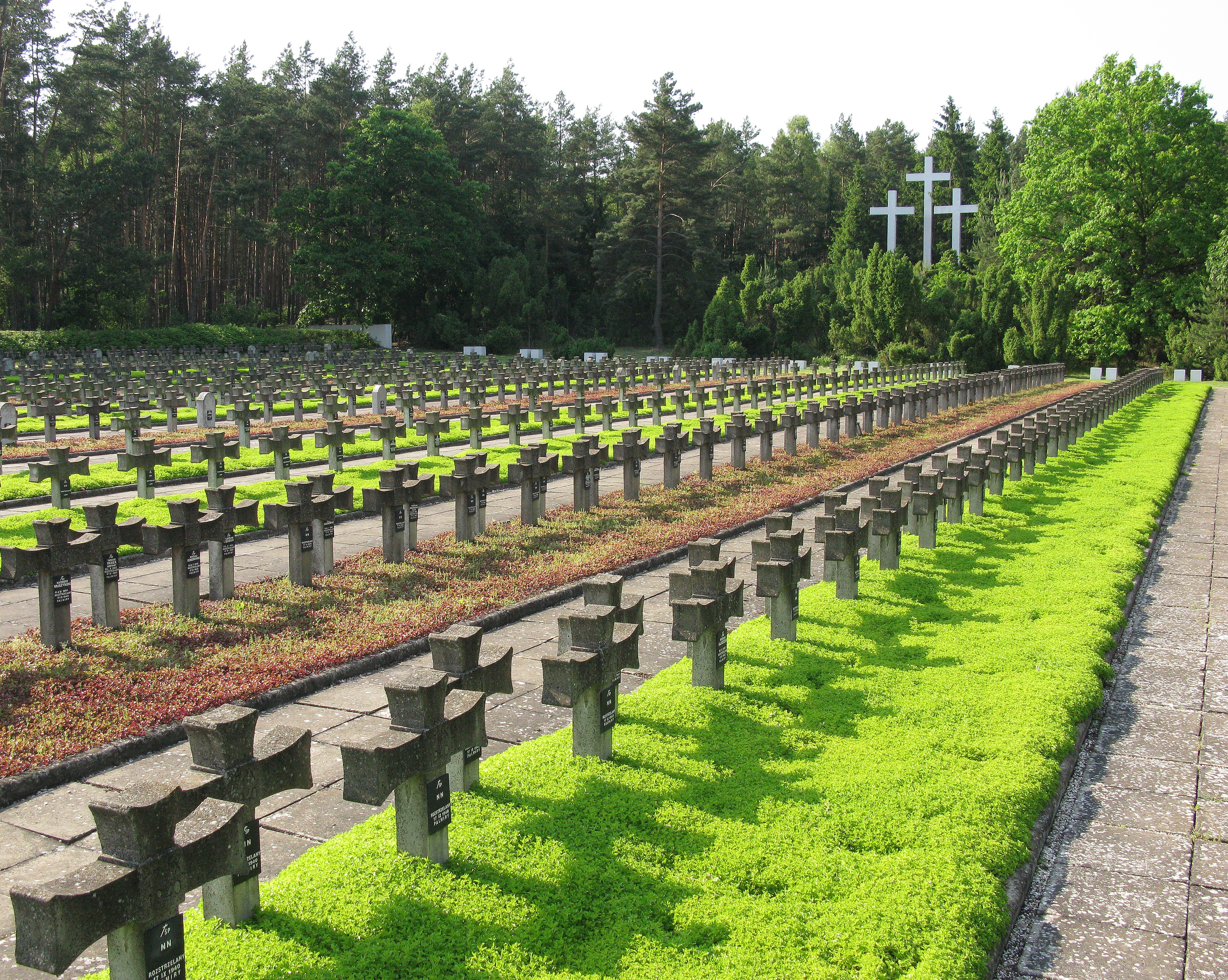
Cimetière de Palmiry

## Histoire
De 1975 à 1998, le village appartenait administrativement à la voïvodie de Varsovie.

### Seconde Guerre mondiale
La forêt avoisinante de Palmiry a servi, de 1939 à 1943, de lieu d'exécution d'une partie de l'intelligentsia polonaise par les Nazis, dans le cadre de l'AB-Aktion. En 1946, les corps des personnes assassinées furent inhumés dans un nouveau cimetière situé à proximité.

## Personnalités liées au village
- Janusz Kusociński (1907-1940) était un athlète polonais, spécialiste de fond et demi-fond